# Цаполино (Болоња)
Цаполино (итал. Zappolino) је насеље у Италији у округу Болоња, региону Емилија-Ромања.
Према процени из 2011. у насељу је живело 406 становника. Насеље се налази на надморској висини од 208 м.